# تشيس ماستر
تشيس ماستر (بالإنجليزية: Chessmaster)‏ هي سلسلة ألعاب شطرنج إلكترونية تملكها شركة يوبي سوفت ، وهي تعتبر أكثر لعبة شطرنج مبيعا في التاريخ وبيع منها أكثر من 5 ملايين نسخة